# Filips II van Lévis de Quélus

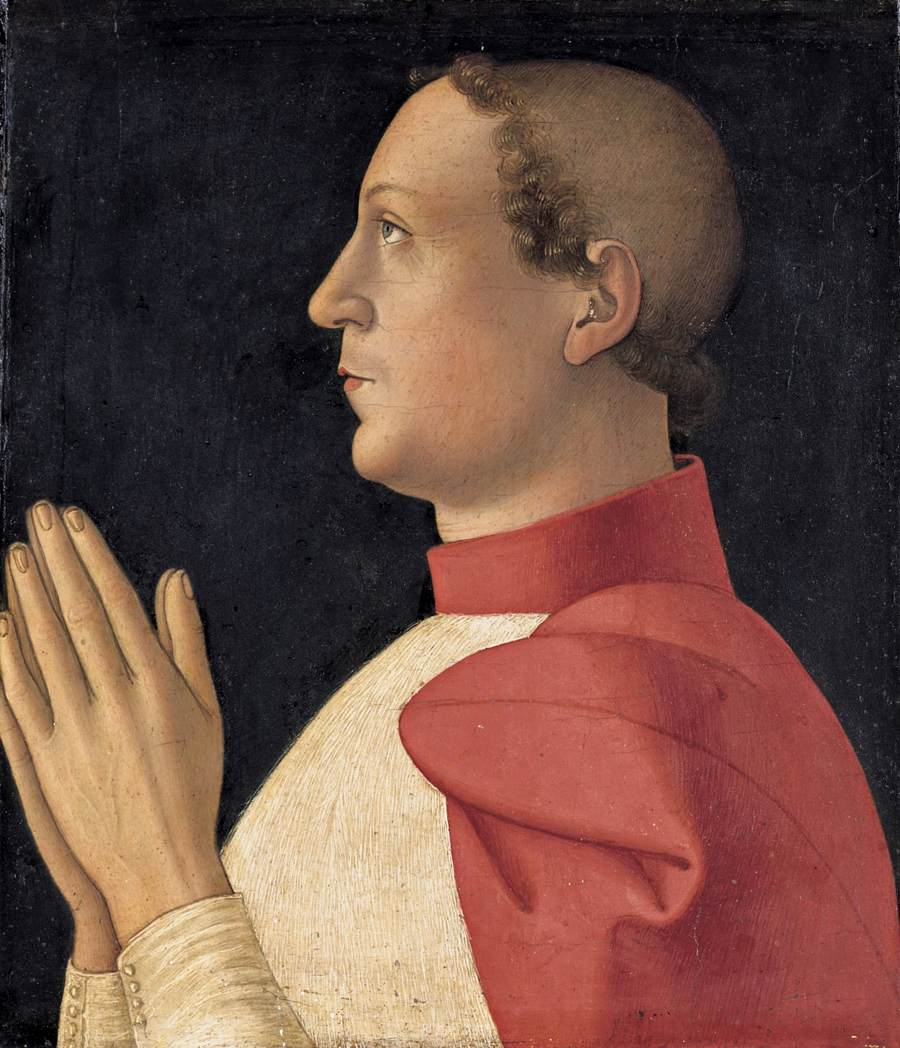
Kardinaal Filips van Lévis de Quélus

Filips II van Lévis de Quélus (graafschap Provence, 4 november 1435 – Rome, 11 november 1475) was een edelman en prelaat. Hij was aartsbisschop van Auch (1454-1463) en aartsbisschop van Arles (1463-1475) en kardinaal. Met Filips nam de invloed van de koning van Frankrijk toe in Provence (Heilige Roomse Rijk). Dit paste in de politiek van de graaf van Provence, René I van Anjou, ten tijde van de Honderdjarige Oorlog.

## Levensloop

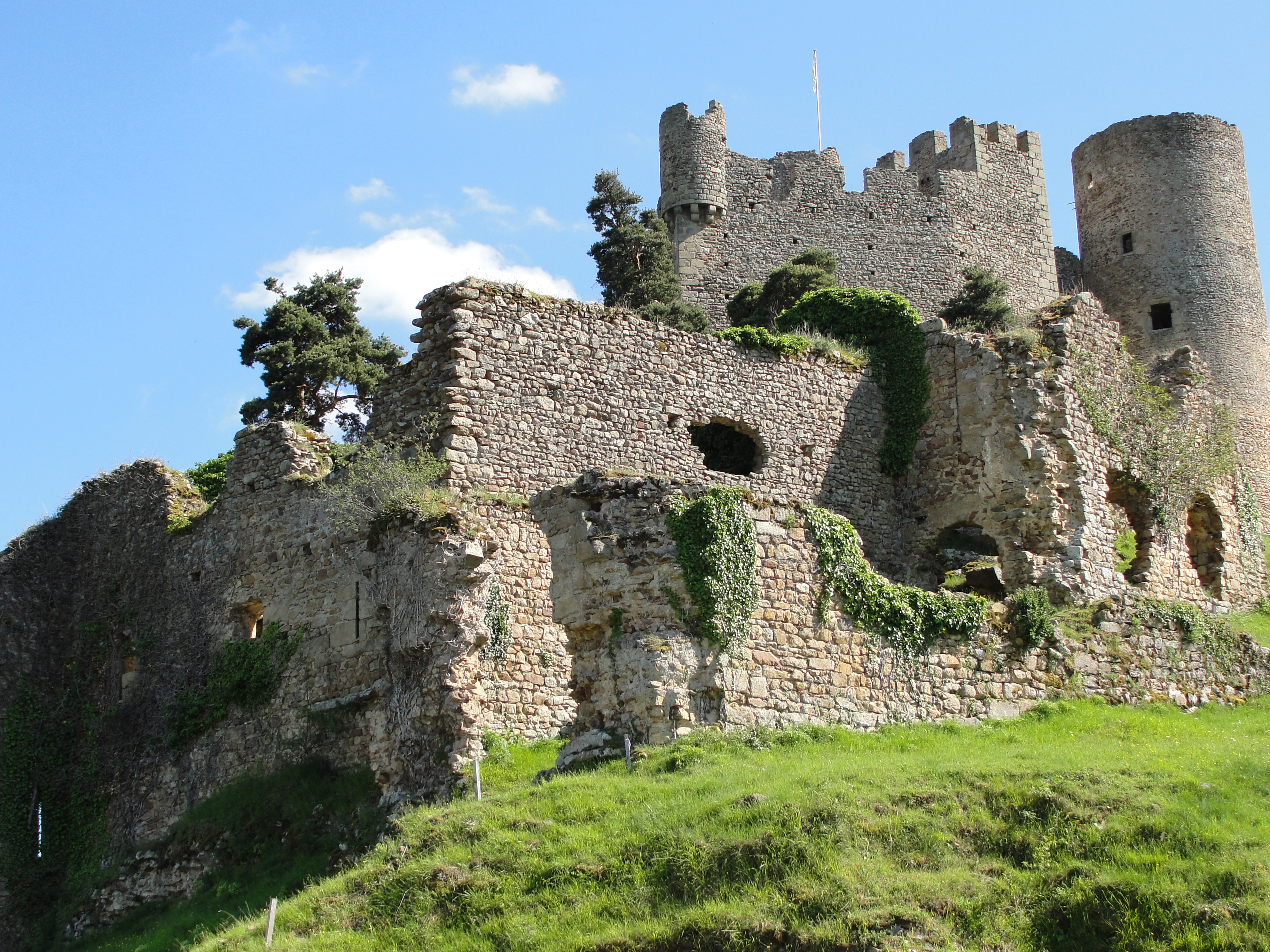
Kasteel van Couzan, bakermat van zijn familie

Filips was een telg uit het adellijk geslacht Lévis, die oorspronkelijk afkomstig was uit Ile-de-France doch dat, na de Albigenzenkruistocht, in de Provence was terecht gekomen. Provence was formeel deel van het Heilige Roomse Rijk doch ondervond Franse invloeden. De tak van zijn familie leverde de heren van Cousan en Lugny op. Zijn vader was Eustache, baron van Quélus en van Bornac, heer van Villeneuve la Grenade en zijn moeder Alix van Damas, dame van Cousan. Van jongs af aan moest hij een kerkelijke carrière volgen; hij werd vrij jong apostolisch protonotaris en diaken.

### Auch
Aan de leeftijd van 19 jaar volgde hij zijn oom op als aartsbisschop van Auch (1454). De oom was zijn naamgenoot en daarom als Filips I van Lévis de Quélus aangegeven. Paus Nicolaas V bekrachtigde de verkiezing van Filips door het kapittel van Auch. In het kapittel was er evenwel een belangrijke fractie die zich verzette tegen de komst van Filips.

### Arles
In 1463 kreeg Filips een overplaatsing naar het aartsbisdom Arles, de hoofdstad van het graafschap Provence. De functie van aartsbisschop ging gepaard met wereldlijke rechten als heer van Arles. Bovendien genoot hij van prebenden omdat hij titulair abt was van de benedictijnen van Montmajour (Arles) en van de augustijnen van Saint-Sernin (Toulouse). In Arles kreeg Filips problemen met de Ridders van Sint-Jan van Jeruzalem. De ridders waren grootgrondbezitters in Arles en weigerden taksen te betalen aan de aartsbisschop. De rechtbank van het graafschap Provence oordeelde daar anders over en Filips kreeg gelijk.

### Rome

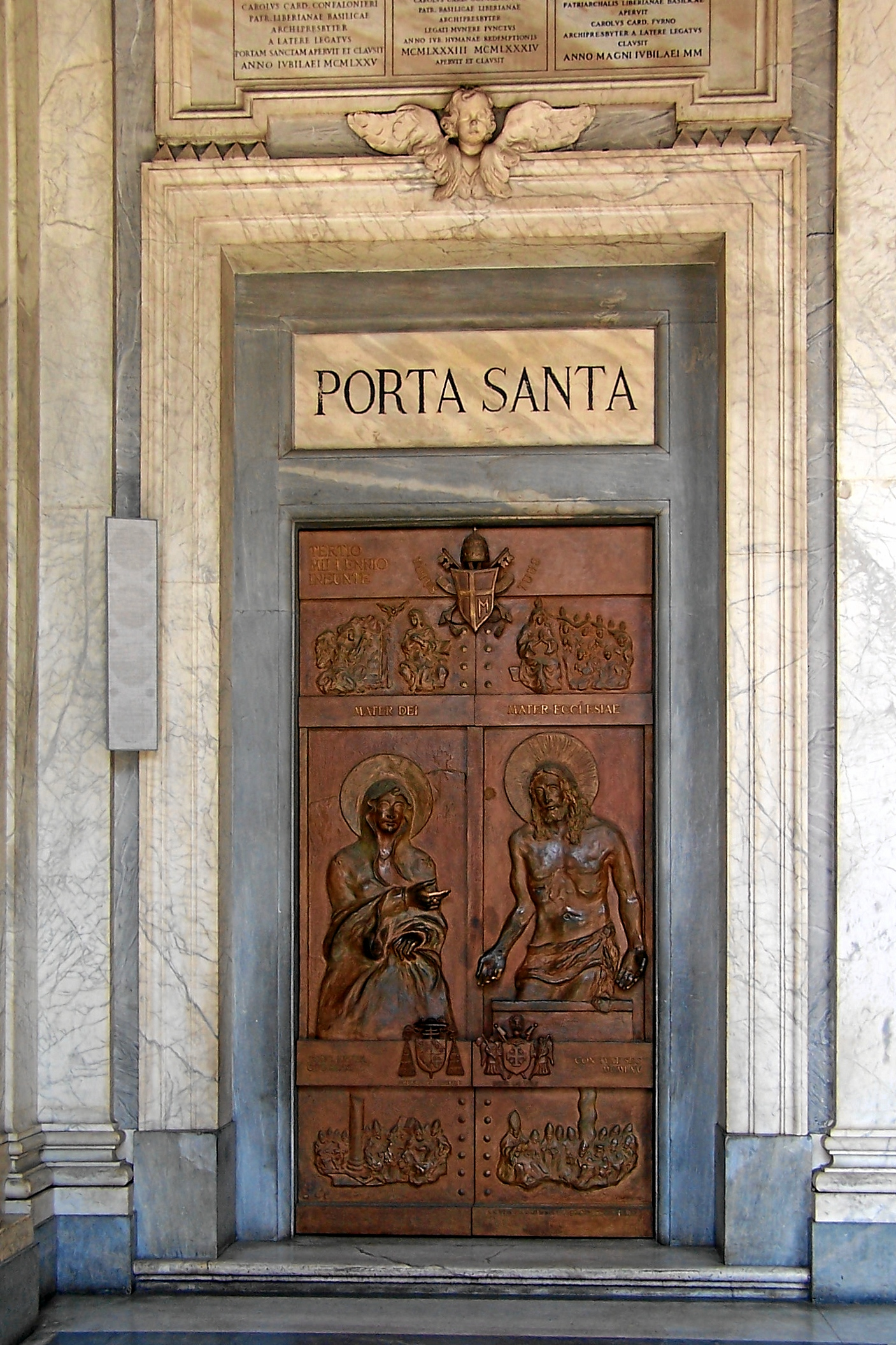
De Porta Santa (of Heilige Poort) van de Maria Maggiorebasiliek in Rome.

Paus Sixtus IV riep Filips naar Rome. Filips liet het bestuur van het aartsbisdom Arles over aan bevriende bisschoppen (1469). Filips voerde diplomatieke opdrachten uit in naam van koning Lodewijk XI van Frankrijk. Sixtus IV creëerde Filips tot kardinaal, op aandringen van René I van Anjou (1473). Deze laatste was heerser over het graafschap Provence (Heilige Roomse Rijk) en een cruciale bondgenoot van Lodewijk XI, verwikkeld in de Honderdjarige Oorlog. Filips werd kardinaal-priester met als titelkerk de Santi Marcellino e Pietro in Rome. Hij stopte zijn ambten van abt. In Rome bleef hij jaren in diplomatieke dienst van Parijs. Rome verliet hij niet. Volgens historici leed hij aan een pijnlijke ziekte en verliet hij op het einde van zijn leven zijn residentie niet meer.
Wanneer Filips in Rome stierf aan de leeftijd van 40 jaar, was zijn broer Eustachius, abt van Montmajour, bij hem (1475). Paus Sixtus IV wijdde Eustachius onmiddellijk tot aartsbisschop van Arles. Sixtus IV scheurde evenwel de kerkprovincie Arles in 2 stukken uiteen: één stuk bleef onder de leiding van de aartsbisschop van Arles (Eustachius dus) en het andere stuk werd de nieuwe kerkprovincie Avignon. Het bisdom Avignon werd een aartsbisdom met eigen kerkprovincie, tot genoegen van koning Lodewijk XI.

## Graf
Filips werd begraven vlak boven de Gouden Poort van de basiliek van Santa Maria Maggiore in Rome. De Latijnse inscriptie geeft aan dat Filips in hoog aanzien stond bij paus en koning van Frankrijk. Later werd zijn broer Eustachius op deze plek erbij begraven (1489).
- Gemeinsame Normdatei: 102507307X
- International Standard Name Identifier: 0000 0003 7532 2330
- Virtual International Authority File: 251638659
- WorldCat: E39PBJghkHG7RvFkw9QR8CpByd